# Nicolás Gaitán
Osvaldo Nicolás Fabián Gaitán (* 23. Februar 1988 in San Martín), bekannt als Nicolás Gaitán oder Nico Gaitán, ist ein argentinischer Fußballspieler.

## Karriere

### Im Verein
Nicolás „Nico“ Gaitán kommt aus der Jugend der Boca Juniors, die er 2007 verlassen hatte. Fortan spielte er für die zweite Mannschaft des argentinischen Klubs. Nach wiederum einem Jahr stieß er zum ersten Profikader des 23-maligen argentinischen Meisters. Sein Debüt bestritt der Argentinier am 2. Juni 2008 gegen Arsenal de Sarandí, welches 3:1 gewonnen wurde. Sein erstes Tor in der Primera División erzielte er beim Spiel gegen CA Huracán, welches 3:0 gewonnen wurde. Bei dem Spiel erzielte er gleich zwei der drei Treffer.
Zur Saison 2010/11 wechselte Gaitán für geschätzte 8,4 Millionen Euro zum portugiesischen Rekordmeister Benfica Lissabon und ist damit nach Óscar Cardozo (11,6 Millionen Euro) der zweitteuerste Einkauf der Geschichte für den 32-maligen portugiesischen Meister.
Seit der Saison 2016/17 läuft Gaitán im Trikot von Atlético Madrid auf. Im Juni 2016 verkündete Atlético Madrid die Verpflichtung des Flügelspielers, die Ablöse belief sich auf 25 Mio. Euro.
Im Februar 2018 wurde der Wechsel Gaitáns zu Dalian Yifang in die China League One verkündet. Die Ablösesumme betrug 5,75 Millionen Euro. Im März 2019 wechselte er ablösefrei zu Chicago Fire in die MLS und im Januar 2020 erneut ablösefrei zu OSC Lille. Nach sieben Monaten wechselte er im Sommer 2020 zu Sporting Braga, wo er sich keinen Stammplatz erarbeiten konnte. Im Sommer 2021 folgte dann ein Wechsel zurück nach Südamerika zum uruguayischen Klub Peñarol Montevideo.

### In der Nationalmannschaft
Gaitán debütierte nicht in einer Jugendauswahl für sein Land, sondern gleich für die A-Mannschaft, als Argentinien in Form eines Freundschaftsspieles am 30. September 2009 Ghana mit 2:0 besiegte.

## Erfolge
Boca Juniors:
- Argentinischer Meister: 2008
- Recopa Sudamericana: 2008

Benfica Lissabon
- Portugiesischer Meister: 2014, 2015, 2016
- Portugiesischer Pokalsieger: 2014
- Portugiesischer Ligapokalsieger: 2011, 2012, 2014, 2015
- Portugiesischer Superpokalsieger: 2014